# Сюрол
Сюрол — река в России, протекает по Юрлинскому району Пермского края.
Устье реки находится в 143 км от устья Косы (приток Камы) по правому берегу. Длина реки составляет 44 км.
Исток реки на Верхнекамской возвышенности в 9 км к северо-западу от деревни Мелехина (Ошибское сельское поселение, Кудымкарский район). Исток находится на водоразделе бассейнов Косы и Иньвы, рядом берёт начало река Косыл. Течёт главным образом в северо-западном направлении, в среднем течении на правом берегу деревня Чугайнов Хутор. Притоки — Большая Кузьва, Пож (левые); Мичашор, Грязнушка (правые). Впадает в Косу ниже деревни Красная Курья. Ширина реки у устья — 12 метров.

## Данные водного реестра
По данным государственного водного реестра России относится к Камскому бассейновому округу, водохозяйственный участок реки — Кама от истока до водомерного поста у села Бондюг, речной подбассейн реки — бассейны притоков Камы до впадения Белой. Речной бассейн реки — Кама.
Код объекта в государственном водном реестре — 10010100112111100002607.